# Зоряний десант (роман)
«Зоряний десант» (англ. Starship Troopers, дослівно «Піхотинці зорельота») — науково-фантастичний роман Роберта Гайнлайна, опублікований 1959 року. Публікувався у скороченому вигляді в журналі «The Magazine of Fantasy & Science Fiction» (жовтневий і листопадовий номери за 1959 рік) під назвою «Зоряний солдат» (англ. Starship Soldier). На Заході зазвичай відноситься до жанру бойової фантастики. Проте значна частина критиків називають жанр твору фантастикою мілітаристською.
«Зоряний десант» — один з найбільш суперечливих і неоднозначних творів Гайнлайна: попри захопливий сюжет, у романі обговорюється ряд серйозних політичних і соціальних питань. Деякі критики звинувачували Гайнлайна у пропаганді фашизму та мілітаризму. 1960 року роман удостоєний премії «Г'юго», а 1997 року в полемічній манері екранізовано режисером Полом Верховеном. Режисер радикально змістив акценти, залишивши незмінними лише імена героїв та деякі сюжетні ходи.

## Задум
У книзі «Розширений Всесвіт» Гайнлайн стверджував, що ідея роману спала йому на думку 5 квітня 1958 року після оприлюднення заклику до одностороннього ядерного роззброєння з ініціативи Національного комітету з питань ядерної політики. У відповідь подружжя Гайнлайн створило проурядову «Лігу Патріка Генрі» та проголосили право США на продовження ядерних випробувань. В результаті Гайнлайн зазнав запеклої критики як з боку колег-фантастів, так і з боку американського суспільства. Тому роман може розглядатися як вираження тогочасних політичних і соціологічних поглядів Гайнлайна.

## Зміст
Дія роману відбувається в майбутньому, але без конкретної часової прив'язки. Оповідання ведеться від імені Хуана «Джонні» Ріко, представника середнього класу Земної Федерації, що веде космічну війну з комахоподібними мешканцями планети Клендату («жуками»). Лінійний сюжет переривається відступами, мало характерними для поетики Гайнлайна. Відступи містять політичні міркування, а також психологічний самоаналіз головного героя і опис політичних реалій світу, в якому живе Ріко.
Роман відкривається описом висадки десанту Мобільної Піхоти, в якій служить Ріко, з борту космічного корвета «Роджер Янг» на планету-колонію раси «скіні». Рейд проходить відносно вдало, загін вражає заплановані цілі, зачищає свою зону і повертається з двома пораненими на борт корабля. Один з поранених помирає.
Далі дія переноситься в минуле, з моменту закінчення Ріко середньої школи, після якої він приймає рішення поступити на федеральну службу замість вступу до університету. Це єдина глава, присвячена цивільним реаліям світу Гайнлайна. У Земної Федерації всю повноту громадянських прав мають тільки особи, що добровільно відслужили строкову Федеральної служби (два роки або скільки буде потрібно). Ця система, згідно з романом, виникла після краху американської моделі демократії у XX столітті. Докладно описано мотиви рішення Ріко та його спілкування зі шкільним учителем Історії й філософії моралі — полковником Дюбуа, і чиновником федеральної служби — сержантом Хо. На Федеральну службу також поступають його однокласники Карл та Кармен.
Ріко потрапляє до військового табору у канадських преріях, де тренується полк новобранців. Докладно описується жорстока система відбору кандидатів, що включає тілесні покарання, виконувані публічно. В процесі тренувань Ріко не розуміє мотивів, якими керуються солдати і вже вирішує відмовитися від права на громадянство. Проте після одержання листа від полковника Дюбуа він усвідомлює всю важливість і необхідність військової служби в цілому і суворих тренувань зокрема. Після подальших тренувань в іншому таборі біля Ванкувера, із 2009 новобранців завершують підготовку 187 десантників.
Під час навчання Ріко починається війна між Земною федерацією й інсектоїдною формою життя з планети Клендату, внаслідок якої піддаються бомбардуванню мегаполіси Землі та гине мати Ріко. Його батько залишається в живих, оскільки не встиг приєднатися до дружини в день бомбардування. Ріко бере участь у десантуванні на Клендату — домашню планету «жуків», яке завершається катастрофічною поразкою для Земної федерації. Корабель Ріко «Долина Фордж» стикається з іншим транспортником, і більшість десантників гине ще до початку десантування. Залишки підрозділу переводять на «Роджер Янг» під команду лейтенанта Расжака та старшини Джелала. Підрозділ здійснює декілька рейдів. Лейтенант Расжак гине, а Ріко підвищують до капрала.
Далі Ріко підписує контракт професійного військового і одразу вступає до офіцерського училища. Він перетинається зі своїм батьком, який після загибелі сім'ї теж вступив до десанту і направляється в колишній підрозділ Ріко. Кармен відвідує Ріко в училищі, вона тепер служить пілотом корабля військового флоту. Вона повідомляє про смерть Карла під час бомбардування наукової бази на Плутоні.
Перед випуском з офіцерської школи, Ріко присвоюють тимчасове звання третього лейтенанта і відправляють керувати бойовим підрозділом під наглядом капітана Блекстоуна. Старшиною підрозділу виявляється його інструктор з табору новобранців — сержант Зім. Їхній підрозділ бере участь у рейді із захоплення в полон інтелектуальної касти «жуків». Зіму вдається захопити живим одного із «інженерів» і Ріко допомагає йому вибратись із підземного міста «жуків». Ріко присвоюють лейтенантське звання і назначають командувати його колишнім підрозділом на «Роджер Янг».
У фіналі Ріко разом зі своїм батьком, який після загибелі сім'ї теж вступив до лав армії, десантується на Клендату.

## Проблематика
Значна частина роману є, по суті, політичним трактатом, поданим у вигляді опису шкільних занять Ріко і його міркувань. Основна тема роману: соціальна відповідальність передбачає готовність віддати своє життя за безпеку соціуму. Ця алегорія показує, що політичні права перетворилися на щось саме собою зрозуміле, а отже, втратили свою цінність. Політичні права — це не просто можливість поставити хрестик у бюлетені для голосування, це відповідальність, підтверджена справою.

## Вплив
Критик наукової фантастики Дарко Сувін стверджував, що «Зоряний десант» є «родовим текстом американського науково-фантастичного мілітаризму» і що він сформував дискусію про роль військових у суспільстві протягом багатьох років. Хуана Ріко він вказував як «архетипового космічного солдата».
Роджер Бомонт припустив, що «Зоряний десант» колись зможе вважатися посібником з інопланетної війни. Костюми, подібні до описаних у романі, стали типовим елементом воєнної наукової фантастики. Твори, які зображають цю технологію, включають Halo, «Елізіум», «Дев'ятий округ», «Залізна людина» і «На межі майбутнього». Під час зйомок класичного науково-фантастичного фільму «Чужі» режисер Джеймс Кемерон вимагав від акторів, які грають космічних десантників, читати «Зоряний десант», щоб зрозуміти їхню роль, а також назвав роман джерелом натхнення для всієї операції «полювання на жуків» і вантажного екзоскелета.
«Зоряний десант» мав безпосередній вплив на багато пізніших науково-фантастичних романів. За словами Джона Стіклі, його роман «Броня» 1984 року народився з розчарування невеликою кількістю фактичних боїв у «Зоряному десанті» й того, що він хотів, аби цей аспект розвивався далі. У серіалі «Ганбастери» 1988 року є сюжетні елементи, подібні до роману Гайнлайна, в зображені людства, що бореться проти інопланетної армії за допомогою воїнів у екзоскелетах. Стеффен Гантке вбачав елементи впливу Гайнлайна в «Грі Ендера» Орсона Скотта Карда. Сувін визнавав паралелі між «Зоряним десантом» і «Грою Ендера», проте вважав, що ідейно ці твори протилежні.
Роман Джо Голдемана 1974 року «Нескінченна війна», який отримав нагороди «Г'юго» та «Неб'юла», вважається прямою відповіддю на «Зоряний десант», і хоча Голдеман заявив, що насправді це результат його особистого досвіду у В'єтнамській війні, але визнавав що перебував під впливом «Зоряного десанту». Голдеман висловлював незгоду з «Зоряним десантом», тому що книга «прославляє війну», але зазначав, що «це дуже добре продуманий роман, і я вважаю, що Гайнлайн був чесним із ним».
Сатиричний роман Гаррі Гаррісона «Білл, герой галактики» 1965 року був описаний як реакція на «Зоряний десант». Натомість роман Гордона Р. Діксона «Голий до зірок» 1961 року характеризувався як «очевидна репліка» «Зоряного десанту». «Кільце мечів», написане Елеонорою Арнасон у 1993 році, зображує подібну війну з точки зору дипломатів, які прагнуть запобігти війні; а конфлікт є результатом того, що два види не різні, а надзвичайно схожі.

## Адаптації

### Повнометражні фільми
- «Зоряний десант» (1997) — екранізація роману, знята американським режисером Полом Верховеном. Спершу критики сприйняли фільм більше як низькосортний бойовик і пропаганду мілітаризму. Проте в 2010-і дедалі більше критиків трактували його як сатиру на мілітаризм і вбачали в ньому антифашистський посил. На думку деяких видань, фільм Верховена полемізує з романом Гайнлайна, показуючи, що суспільство, котре тримається на постійній війні, наскрізь брехливе та нездатне до позитивних змін.
- «Зоряний десант 2: Герой Федерації» (2004) та «Зоряний десант 3: Мародер» (2008) — продовження фільму Верховена, зняті іншими режисерами. Ці фільми випускалися одразу на DVD.
- «Зоряний десант: Вторгнення» (2012) та «Зоряний десант: Зрада Марса» (2017) — американо-японські анімаційні фільми за мотивами роману.

### Серіали
- «Універсальні воїни» (宇宙の戦士, 1988) — японський аніме-серіал за мотивами «Зоряного десанту», присвячений Гайнлайну.
- «Рефнеки: Хроніки зоряних десантників» (Roughnecks: Starship Troopers Chronicles, 1999) — американський анімаційний серіал, виконавчим продюсером якого був Пол Верховен. Серіал поєднує елементи оригінального роману з фільмом 1997 року.

### Відеоігри
- Starship Troopers(інші мови) (2005) — шутер від першої особи, розроблений британською студією Strangelite Studios для Windows. Гра слугує продовженням фільму Верховена та містить відеовставки з нього та «Зоряного десанту 2».